# Curètes (mythologie)
Pour les articles homonymes, voir Curètes.

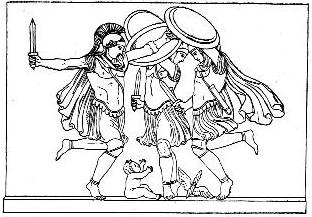
Danse des Curètes autour de Zeus enfant, illustration de Jane Ellen Harrison, Themis: A Study of the Social Origins of Greek Religion, Cambridge University Press, 1912, 23.

Dans la mythologie grecque, les Curètes, aussi appelés Courètes ou Kourètes (en grec ancien Κουρῆτες / Kourễtes), sont des dieux crétois mineurs.

## Mythe

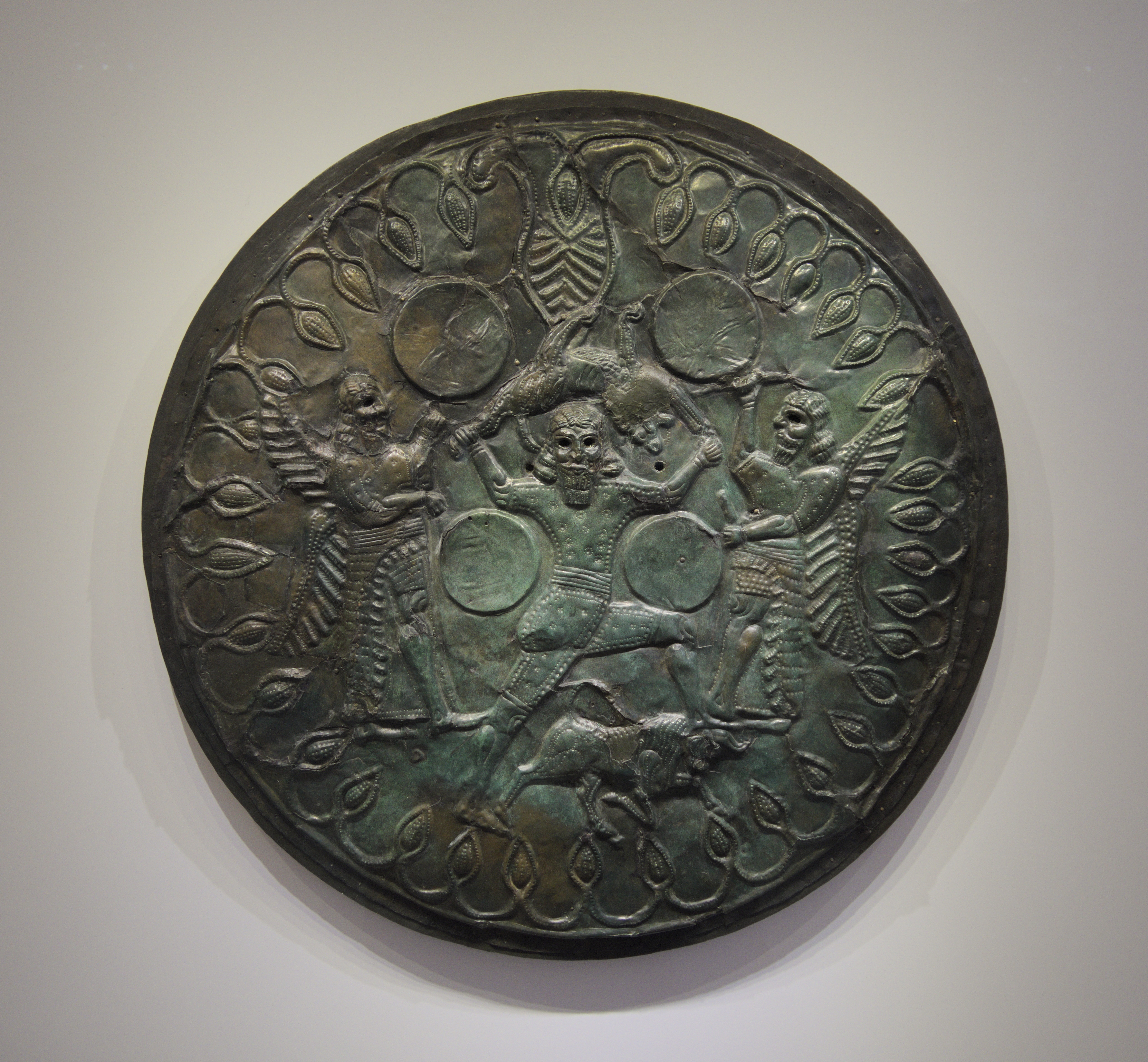
Curètes ailés frappant sur leurs tambours alors que Zeus brise l'échine d'un lion et mate un taureau. Gong votif, bronze,, provenant de la grotte d'Ida, en Crète. Musée archéologique d'Héraklion, Crète, Grèce.

Leur origine est incertaine. Selon un passage perdu d'Hésiode cité par Strabon, les Curètes descendraient des cinq filles engendrées par Hécatéros et Niobé. Diodore en fait les fils de la Terre (Gaïa) ou bien des Dactyles. Ovide mentionne simplement qu'ils sont « nés de la pluie ».
Ils sont surtout connus pour avoir veillé sur Zeus lorsqu'il était encore bébé : pendant que les nymphes du mont Ida s'occupaient de lui dans la grotte, les Curètes dansaient devant l'entrée, frappant de leur lance des boucliers, pour dissimuler les cris de l'enfant à son père, Cronos. Le nom de Curètes dérive du mot grec κοῦροι / koũroi (« jeunes hommes ») ; ils étaient ainsi nommés soit parce que, selon certains, ils avaient servi le jeune Zeus, soit parce que, selon d'autres, ils prenaient l'apparence de jeunes hommes, et ressemblaient aux bandes de jeunes Crétois qui exécutaient leur danse rituelle : la Pyrrhique.
Dans les Hymnes orphiques XXX et XXXVII, les Curètes sont d'habiles danseurs et sont à rapprocher du principe des vents et des tempêtes : « Riches habitants de l'air, de la terre et de la mer, souffles générateurs… Souffles éternels, vous qui aimez le froid… vous dont le souffle est agréable et donne la santé, Dieux qui amenez les saisons… »[Où ?]
D'après une autre légende, lorsque Minos, le roi de Crète, perdit son jeune fils Glaucos, les Curètes lui apprirent que son fils serait retrouvé et rendu à la vie par l'homme qui saurait trouver la meilleure image pour un veau nouveau-né, qui changeait continuellement de couleur. Polyidos le compara au fruit de l'églantier.
Zeus finalement foudroya les Curètes qui avaient pris la défense d'Héra contre lui et fait disparaître Épaphos, le fils qu'il avait eu d'Io.

## Sources
- Pseudo-Apollodore, Bibliothèque [détail des éditions] [lire en ligne] (I, 1, 6–7 ; I, 8, 3 ; II, 1, 3).
- Callimaque, Hymnes [détail des éditions] (lire en ligne) (Zeus, 51).
- Denys d'Halicarnasse, Antiquités romaines [détail des éditions] [lire en ligne] (II, 22, 2).
- Diodore de Sicile, Bibliothèque historique [détail des éditions] [lire en ligne] (V, passim).
- Nonnos de Panopolis, Dionysiaques [détail des éditions] [lire en ligne] (XIII, 155).
- Ovide, Métamorphoses [détail des éditions] [lire en ligne] (IV, 282 ; VIII, 153).
- Strabon, Géographie [détail des éditions] [lire en ligne] (X, 3, 19).
- Virgile, Géorgiques [détail des éditions] [lire en ligne] (IV, 151).